# 1977 en Saskatchewan
Chronologie de la Saskatchewan
- 1973
- 1974
- 1975
- 1976
- 1977
- 1978
- 1979
- 1980
- 1981

Cette page concerne des événements d'actualité qui se sont produits durant l'année 1977 dans la province canadienne de la Saskatchewan.

## Politique
- Premier ministre : Allan Blakeney
- Chef de l'Opposition :
- Lieutenant-gouverneur : George Porteous
- Législature :

## Naissances

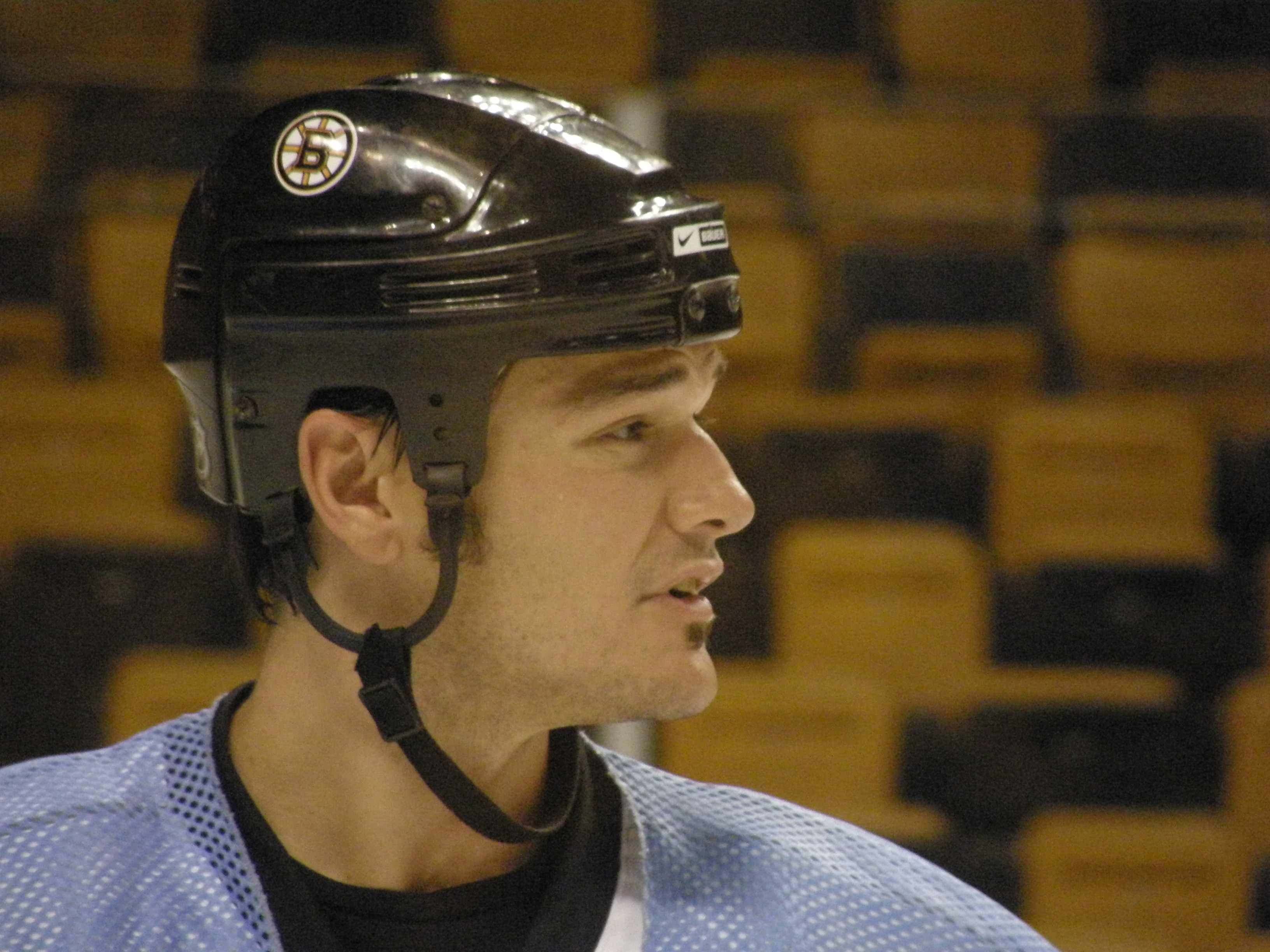
Peter Schaefer

- 12 juillet : Peter Schaefer (né à Yellow Grass) est un joueur professionnel de hockey sur glace canadien[1].